# قوانين الجاذبية (فلم)
 قوانين الجاذبية (بالإنجليزية: Laws of Attraction) هو فيلم كوميدي تم إنتاجه في بريطانيا سنة 2004 . وهذا الفيلم من بطولة بيرس بروسنان وجوليان مور وباركر بوزي وفرانسيس فيشر.

## الميزانية والإيرادات
بلغت تكلفة إنتاج الفيلم حوالي 32 مليون دولار بينما حقق أرباحا تقدر بـ 30,016,165 دولار.

## روابط خارجية
- مقالات تستعمل روابط فنية بلا صلة مع ويكي بيانات